# Konrad Reichert

Konrad Reichert (ca. 1979)

Konrad Reichert (* 14. Dezember 1930 in Leutkirch im Allgäu; † 15. Januar 2015 in Wettingen) war ein deutscher Elektrotechniker und Professor an der ETH Zürich.

## Leben
Konrad Reichert promovierte an der Technischen Hochschule Stuttgart und habilitierte sich im Jahr 1968 auf dem Gebiet der elektrischen Maschinen und Apparate. Von 1968 bis zu seiner Wahl zum ordentlichen Professor für Energieumwandlung an der ETH Zürich im Jahr 1979 arbeitete er in der damaligen Brown, Boveri & Cie. in Baden AG. Konrad Reichert lehrte und forschte an der ETH Zürich bis zu seiner Emeritierung Ende 1996 und setzte sich auch als Vorsteher der Abteilung Elektrotechnik und als Mitglied zahlreicher Gremien für das Wohl der Hochschule ein.

## Forschung
Im Rahmen seiner Analysen der elektrischen Energieübertragungssysteme befasste er sich intensiv mit der Blindleistungskompensation mit Hilfe der Leistungselektronik. Ein zweiter Schwerpunkt seiner Tätigkeit lag bei der Berechnung elektromagnetischer Felder, der er bis kurz vor seinem Tode noch seine volle Aufmerksamkeit gewidmet hat. Sein internationales Wirken ist von verschiedenen Fachverbänden geehrt worden.

## Lehre
Die Ausbildung des akademischen Nachwuchses, die intensive Betreuung der Doktoranden und die Förderung junger Kollegen lagen Konrad Reichert immer besonders am Herzen. Die jährlichen Energietechnik-Exkursionen, die er zusammen mit Kollegen organisiert und begleitet hat, sind bei den Teilnehmern von bleibender Erinnerung. 

## Mitgliedschaften
- IEEE Life Fellow[1]